# 右更四
右更四（ο Psc / 双鱼座ο）是双鱼座的一颗恒星，看起来呈现红/橙色，距离地球约142光年。右更四视星等为+4.26，光谱型为G8。